# Тирява Сільна
Тирява Сільна (пол. Tyrawa Solna) — бойківське село в Польщі, у гміні Сянік Сяноцького повіту Підкарпатського воєводства.
Населення — 403 особи (2011).

## Розташування
Знаходиться в Солених Горах. Назва села, як і гір, походить від солених джерел, з яких варили сіль ще в епоху бронзи, про що свідчать численні археологічні знахідки.

## Історія
На території села існувало городище в ранньому середньовіччі, що свідчить що воно істнувало ще у давньоруські часи.
Згадується Тирява Сільна в першому ж наявному масиві документів — у 1431 р. Входило до Сяніцької землі Руське воєводства. За податковим реєстром 1565 р. в селі було 24 кмети на 7 і 1/2 ланах ріллі та 4 і 1/2 ланах городів з численними податками й повинностями, піп (отже, вже була церква), 2 корчмарі з корчмами, 16 загородників, жупа.
До 1772 р. село входило до Сяніцької землі Руського воєводства, з 1783 року — до Сяноцького округу Королівства Галичини та Володимирії Австро-Угорщини.
У 1837 р. в селі була зведена дерев’яна церква Собору св. Івана Хрестителя.
У 1892 році село нараховувало 146 будинків і 836 мешканців (755 греко-католиків, 47 римо-католиків і 34 юдеї), місцева греко-католицька парафія включала села Семушова і Голучків (приєднані в 1813 р.) та належала до Ліського деканату Перемишльської єпархії.
В 1936 р. були 892 греко-католики, 28 римо-католиків і 32 юдеї, парафія належала до Сяніцького деканату Апостольської адміністрації Лемківщини. Метричні книги велися від 1784 р. Також були москвофільська читальня ім. Мих. Качковского (з власним домом).
На 1 січня 1939-го в селі з 1180 жителів було 1060 українців-грекокатоликів, 50 українців-римокатоликів, 40 поляків (працівників нафтовидобутку) і 30 євреїв. Село належало до Сяніцького повіту Львівського воєводства.
12 вересня 1939 року німці окупували село, однак уже 26 вересня 1939 року мусіли відступити з правобережної частини Сяну, оскільки за пактом Ріббентропа-Молотова правобережжя Сяну належало до радянської зони впливу. 27.11.1939 постановою Верховної Ради УРСР село в ході утворення Дрогобицької області включене до Ліського повіту. Територія ввійшла до складу утвореного 17.01.1940 Ліськівського району (районний центр — Лісько). Наприкінці червня 1941, з початком Радянсько-німецької війни, словацька армія оволоділа селом, а територія знову була окупована німцями. 29 липня 1944 року радянські війська знову оволоділи селом. В березні 1945 року, в рамках підготовки до підписання Радянсько-польського договору про державний кордон зі складу Дрогобицької області правобережжя Сяну включно з Тирявою Сільною було передане до складу Польщі.
Після Другої світової війни українське населення було піддане етноциду. Частина переселена на територію СРСР в 1945-1946 рр. Родини, яким вдалось уникнути виселення, в 1947 році під час Операції Вісла були депортовані на понімецькі землі, а на їхнє місце поселені поляки. Церква перетворена на костел.
У 1975-1998 роках село належало до Кросненського воєводства.

## Демографія
Демографічна структура станом на 31 березня 2011 року:
|          | Загалом | Допрацездатний вік | Працездатний вік | Постпрацездатний вік |
| -------- | ------- | ------------------ | ---------------- | -------------------- |
| Чоловіки | 208     | 59                 | 132              | 17                   |
| Жінки    | 195     | 49                 | 108              | 38                   |
| Разом    | 403     | 108                | 240              | 55                   |

## Народилися
- Михайло Дзядик — український художник.
- Ясеницька-Волошин Олена — українська піаністка, музичний педагог.